# Námořní vyšetřovací služba L. A.
Námořní vyšetřovací služba L. A. (v anglickém originále NCIS: Los Angeles) je americký akční televizní seriál spojující prvky válečného dramatu a krimi, který měl premiéru 22. září 2009 na stanici CBS. Seriál se odehrává v Los Angeles v Kalifornii a sleduje příběhy příslušníků úřadu zvláštních operací v tajném oddělení Námořní vyšetřovací služby (NCIS). Jedná se o první spin-off úspěšné série NCIS.
V seriálu původně hráli Chris O'Donnell, Peter Cambor, Daniela Ruah, Adam Jamal Craig, LL Cool J, Linda Huntová a Barrett Foa. Camborova postava byla degradována na vedlejší po první řadě a Craigova postava byla zabita v první řadě. Eric Christian Olsen, který v první řadě hral vedlejší roli, se od druhé řady přidal k hlavnímu obsazení. Od druhé řady se pravidelně objevuje také herečka Renée Felice Smith. Miguel Ferrer se v hlavní roli objevil od páté řady po osmou poté, co hrál vedlejší roli ve třetí a čtvrté řadě. Nia Long získala hlavní roli jako Shay Mosleyová v deváté řadě po smrti herce Miguela Ferrera a pak seriál opustila během desáte řady. Medalion Rahimi se přidala k hlavnímu osazenstvu v polovině jedenácté řady poté, co ztvárnila vedlejší roli v předchozí řadě. Caleb Castille byl obsazen do hlavní role ve dvanácté řadě po vedlejší roli v jedenácté řadě. Gerald McRaney, který hraje admirála Kilbridea, byl po odchodu Foau a Smithové povýšen mezi hlavní postavy ve třinácté řadě.
Dne 23. března 2017 stanice CBS prodloužila seriál o devátou řadu, která měla premiéru 1. října 2017. Dne 18. dubna 2018 byl seriál obnoven pro desátou řadu, která měla premiéru 30. září 2018. Dne 22. dubna 2019 byl seriál prodloužen o jedenáctou řadu, která měla premiéru 29. září 2019. Dne 3. května 2020 stanice CBS obnovila seriál pro dvanáctou řadu, která měla premiéru 8. listopadu 2020. Dne 23. dubna 2021 stanice CBS prodloužila seriál o třináctou řadu, která bude mít premiéru 10. října 2021.
V Česku měl seriál premiéru 5. listopadu 2010 na AXN a 5. dubna 2011 se začal vysílat také na stanici Prima Cool. V lednu 2023 stanice CBS oznámila, že čtrnáctá řada bude závěrečnou řadou seriálu. Byla premiérově vysílána do 21. května 2023.

## Obsah
Seriál sleduje zvláštního agenta G. Callena (Chris O'Donnell), „legendu“ přidělenou Oddělení pro zvláštní úkoly (The Office of Special Projects – OSP), fiktivní pobočce Námořní kriminální vyšetřovací služby (reálné NCIS nemá žádné úřady v Los Angeles). Callen vede elitní tým tajných agentů, kteří bojují proti nepřátelům, jak cizím, tak domácím, pod bdělým pohledem operační manažerky Henrietty Langeové (Linda Huntová). Tým sestává z agentky Kensi Blyeové (Daniela Ruah), forenzní vyštřovatelky, Sama Hannu (LL Cool J), Callenova parťáka a bývalého mariňáka, operačního technika Erica Bealea (Barrett Foa) a nového člena týmu Shay Mosleyové (Nia Long), zástupkyně ředitele NCIS.
Dalším členy týmu jsou LAPD spojka v NCIS Marty Deeks (Eric Christian Olsen), operační analytička Nell Jonesová (Renee Felice Smith), operační psycholog Nate „Doc“ Getz (Peter Cambor) a nováček, který se musí naučit, jak používat své vědomosti v praxi Dominic Vail (Adam Jamal Craig), všichni pracujou pod vedením zástupce ředitele NCIS Owena Grangera (Miguel Ferrer), lakonického agenta a kvalifikovaného byrokrata.

## Obsazení

### Hlavní role
| Postava                                             | Představitel         | Český dabing      | Povolání                                                           | Řady            | Řady            | Řady            | Řady            | Řady            | Řady            | Řady            | Řady            | Řady            | Řady            | Řady            | Řady            | Řady            |
| Postava                                             | Představitel         | Český dabing      | Povolání                                                           | 1               | 2               | 3               | 4               | 5               | 6               | 7               | 8               | 9               | 10              | 11              | 12              | 13              |
| --------------------------------------------------- | -------------------- | ----------------- | ------------------------------------------------------------------ | --------------- | --------------- | --------------- | --------------- | --------------- | --------------- | --------------- | --------------- | --------------- | --------------- | --------------- | --------------- | --------------- |
| Grisha Aleksandrovich Nikolaev Reznikov (G. Callen) | Chris O'Donnell      | Filip Jančík      | starší vedoucí zvláštní agent NCIS                                 | hlavní          | hlavní          | hlavní          | hlavní          | hlavní          | hlavní          | hlavní          | hlavní          | hlavní          | hlavní          | hlavní          | hlavní          | hlavní          |
| doktor Nate „Doc“ Getz                              | Peter Cambor         | Petr Burian       | operační psycholog                                                 | hlavní          | vedlejší        | hostující       | hostující       | hostující       | hostující       | hostující       | hostující       | Does not appear | Does not appear | Does not appear | Does not appear | Does not appear |
| Kensi Marie Blyeová-Deeksová                        | Daniela Ruah         | Anna Brousková    | zvláštní agentka NCIS                                              | hlavní          | hlavní          | hlavní          | hlavní          | hlavní          | hlavní          | hlavní          | hlavní          | hlavní          | hlavní          | hlavní          | hlavní          | hlavní          |
| Dominic „Dom“ Vail                                  | Adam Jamal Craig     | Michal Holán      | zvláštní agent NCIS                                                | hlavní          | Does not appear | Does not appear | Does not appear | Does not appear | Does not appear | Does not appear | Does not appear | Does not appear | Does not appear | Does not appear | Does not appear | Does not appear |
| Samuel „Sam“ Hanna                                  | LL Cool J            | Marek Libert      | starší zvláštní agent NCIS a bývalý mariňák                        | hlavní          | hlavní          | hlavní          | hlavní          | hlavní          | hlavní          | hlavní          | hlavní          | hlavní          | hlavní          | hlavní          | hlavní          | hlavní          |
| Henrietta „Hetty“ Langeová                          | Linda Huntová        | Jana Postlerová   | starší zvláštní agentka NCIS a operační manažerka                  | hlavní          | hlavní          | hlavní          | hlavní          | hlavní          | hlavní          | hlavní          | hlavní          | hlavní          | hlavní          | hlavní          | hlavní          | hlavní          |
| Eric Bartholomew Beale III.                         | Barrett Foa          | Jan Maxián        | starší operační technik NCIS                                       | hlavní          | hlavní          | hlavní          | hlavní          | hlavní          | hlavní          | hlavní          | hlavní          | hlavní          | hlavní          | hlavní          | hlavní          | Does not appear |
| detektiv Martin Atticus „Marty“ Deeks               | Eric Christian Olsen | Vojtěch Hájek     | zvláštní agent NCIS; do dvanácté řady byl spojkou mezi LAPD a NCIS | vedlejší        | hlavní          | hlavní          | hlavní          | hlavní          | hlavní          | hlavní          | hlavní          | hlavní          | hlavní          | hlavní          | hlavní          | hlavní          |
| Penelope „Nell“ Jonesová                            | Renée Felice Smith   | Terezie Taberyová | zvláštní agentka NCIS a operační analytička                        | Does not appear | hlavní          | hlavní          | hlavní          | hlavní          | hlavní          | hlavní          | hlavní          | hlavní          | hlavní          | hlavní          | hlavní          | Does not appear |
| Owen Granger                                        | Miguel Ferrer        | Ladislav Županič  | zástupce ředitele NCIS                                             | Does not appear | Does not appear | vedlejší        | vedlejší        | hlavní          | hlavní          | hlavní          | hlavní          | Does not appear | Does not appear | Does not appear | Does not appear | Does not appear |
| Shay Lynn Mosleyová                                 | Nia Long             | Dana Černá        | zástupkyně ředitele NCIS                                           | Does not appear | Does not appear | Does not appear | Does not appear | Does not appear | Does not appear | Does not appear | Does not appear | hlavní          | hlavní          | Does not appear | Does not appear | Does not appear |
| Fatima Namaziová                                    | Medalion Rahimi      | Tereza Martinková | zvláštní agentka NCIS                                              | Does not appear | Does not appear | Does not appear | Does not appear | Does not appear | Does not appear | Does not appear | Does not appear | Does not appear | vedlejší        | hlavní          | hlavní          | hlavní          |
| Devin Roundtree                                     | Caleb Castille       | Filip Švarc       | zvláštní agent NCIS a bývalý agent FBI                             | Does not appear | Does not appear | Does not appear | Does not appear | Does not appear | Does not appear | Does not appear | Does not appear | Does not appear | Does not appear | vedlejší        | hlavní          | hlavní          |
| Hollace Kilbride                                    | Gerald McRaney       | Bohuslav Kalva    | admirál v důchodu                                                  | Does not appear | Does not appear | Does not appear | Does not appear | Does not appear | hostující       | Does not appear | Does not appear | Does not appear | vedlejší        | hostující       | vedlejší        | hlavní          |

### Vedlejší role
- Vyto Ruginis jako Arkady Kolcheck, ruský špión v důchodu a otec Anny Kolcheckové
- Ronald Auguste jako Mowahd "Moe" Dusa, Samův přítel (řady 1–2)
- Brian Avers jako Mike Renko, agent NCIS (řady 1; 3)
- Rocky Carroll jako Leon James Vance, ředitel NCIS (řady 1–3; 6)
- Kathleen Rose Perkins jako Rose Schwartzová, soudní lékařka NCIS (řady 1–4)
- Pauley Perrette jako Abigail "Abby" Sciutová, forenzní specialistka NCIS (první řada)
- Claire Forlani jako Lauren Hunterová, starší zvláštní agentka NCIS a dočasná operační manažerka (řady 2–3)
- Christopher Lambert jako Marcel "Chameleon" Janvier, sériový vrah a zločinec (řady 3–5)
- Indira G. Wilson jako Michelle "Quinn" Hanna, manželka Sama Hanny a bývalá agentka CIA; v osmé řadě jí zavraždí (řady 3–8)
- Anslem Richardson jako Tahir Khaled (řady 3; 7–8)
- Peter Stormare jako Martin Källström, agent Interpolu (třetí řada)
- Scott Caan jako detektiv Daniel "Danny" Williams (crossover speciál Hawaii Five-0, třetí řada)
- Daniel Dae Kim jako poručík Chin Ho Kelly (crossover speciál Hawaii Five-0, třetí řada)
- Erik Palladino jako Vostanik Sabatino, agent CIA (řady 4–5; 7–8)
- Scott Grimes jako Dave Flynn, zvláštní agent NCIS a forenzní specialista (řady 4; 8)
- Kim Raver jako Paris Summerskill, vedoucí zvlástní agentka NCIS (čtvrtá řada)
- Gillian Alexy jako Claire Keatsová, zvláštní agentka NCIS (čtvrtá řada)
- Edwin Hodge jako Kai Ashe, tech asistent (čtvrtá řada)
- John Corbett jako Roy Haines, bývalý zvláštní agent NCIS a nyní operační analytik (čtvrtá řada)
- Kenneth Mitchell jako Danny Gallagher, zvláštní agent NCIS a logista (čtvrtá řada)
- Matthew Del Negro jako Jack Simon (řady 5; 7)
- Elizabeth Bogush jako Joelle Taylor (řady 5–8)
- Bar Paly jako Anastasia "Anna" Kolchecková, dcera Arkadye Kolchecka a nezávislá zvláštní agentka NCIS (řady 6–dosud)
- Malese Jow jako Jennifer Kim, nemanželská dcera Owena Grangera (řady 7–dosoud)
- Pamela Reed jako Roberta Deeksová, matka detektiva Martyho Deekse (řady 7–dosud)
- Daniel J. Travanti jako Nikita Aleksandr "Garrison" Reznikov, Callenův otec (řady 7–dosud)
- Michael Weatherly jako Anthony "Tony" D. DiNozzo Jr., zvláštní agent NCIS (sedmá řada)
- John M. Jackson jako Albert Jethro "A.J." Chegwidden (řady 8–dosud)
- Andrea Bordeaux jako Harley Hidoková, asistentka zástupkyně ředitele NCIS a zvláštní agentka NCIS (devátá řada)
- Jeff Kober jako Harris Keane (devátá řada)
- David James Elliott jako Kapitán Harmon Rabb
- Catherine Bell jako Sarah MacKenzie

### Další role
- Louise Lombard jako Lara Macy, zvláštní agentka NCIS (backdoor pilot)

## Produkce
Zvláštní agent G. Callen byl zpočátku agent CIA, kterého vytvořil Shane Brennan pro seriál, který nikdy nevznikl. Poté, co převzal funkci show runnera NCIS, kterou předtím měl Donald P. Bellisario, využil potenciální sin-off, aby přivedl svůj příběh k úspěchu.
Seriál byl původně znám jako NCIS: Legend (s odkazem na díly seriálu NCIS, ve kterých byl spin-off představen) a další názvy zahrňující OSP: Office of Special Projects, NCIS: OSP a NCIS: Undercover. Natáčení začalo v únoru 2009 s postavami, které byly představeny v dvoudílné epizodě seriálu NCIS nazvané "Legend", jejíž první část byla vysílána 28. dubna 2009. Tato epizoda sloužila jako backdoor pilot pro seriál, podobně jako seriál NCIS byl představen prostřednictvím dvoudílného dílu seriálu JAG.

## Řady a díly
| Řada | Díly | Premiéra v USA    | Premiéra v USA  | Premiéra v ČR      | Premiéra v ČR     |
| Řada | Díly | První díl         | Poslední díl    | První díl          | Poslední díl      |
| ---- | ---- | ----------------- | --------------- | ------------------ | ----------------- |
| 0    | 2    | 28. dubna 2009    | 5. května 2009  | 18. dubna 2010     | 25. dubna 2010    |
| 1    | 24   | 22. září 2009     | 25. května 2010 | 5. dubna 2011      | 13. září 2011     |
| 2    | 24   | 21. září 2010     | 17. května 2011 | 16. ledna 2012     | 26. července 2012 |
| 3    | 24   | 21. září 2011     | 15. května 2012 | 22. února 2013     | 10. května 2013   |
| 4    | 24   | 25. září 2012     | 14. května 2013 | 1. listopadu 2013  | 17. ledna 2014    |
| 5    | 24   | 24. září 2013     | 13. května 2014 | 2. ledna 2015      | 20. března 2015   |
| 6    | 24   | 29. září 2014     | 18. května 2015 | 20. listopadu 2015 | 5. února 2016     |
| 7    | 24   | 21. září 2015     | 2. května 2016  | 7. dubna 2016      | 15. září 2016     |
| 8    | 24   | 25. září 2016     | 14. května 2017 | 6. dubna 2017      | 21. září 2017     |
| 9    | 24   | 1. října 2017     | 20. května 2018 | 5. dubna 2018      | 13. září 2018     |
| 10   | 24   | 30. září 2018     | 19. května 2019 | 4. dubna 2019      | 12. září 2019     |
| 11   | 22   | 29. září 2019     | 26. dubna 2020  | 12. listopadu 2020 | 4. února 2021     |
| 12   | 18   | 8. listopadu 2020 | 23. května 2021 | 6. května 2021     | 1. července 2021  |
| 13   | 22   | 10. října 2021    | 22. května 2022 | 7. dubna 2022      | 4. srpna 2022     |
| 14   | 21   | 9. října 2022     | 21. května 2023 | 6. dubna 2023      | 15. června 2023   |

### Crossovery
| Crossover mezi    | Crossover mezi    | Epizoda                                                                         | Typ                      | Herci objevucíci se v crossoveru                                                                                        | Premiéra v USA                                         |
| Seriál A          | Seriál B          | Epizoda                                                                         | Typ                      | Herci objevucíci se v crossoveru                                                                                        | Premiéra v USA                                         |
| ----------------- | ----------------- | ------------------------------------------------------------------------------- | ------------------------ | --- | ------------------------------------------------------ |
| NCIS              | NCIS: Los Angeles | „Legend“ (NCIS S06E22–E23)                                                      | Dvoudílný backdoor pilot | Obsazení v seriálu A: Louise Lombard, Chris O'Donnell, LL Cool J, Peter Cambor, Daniela Ruah, Brian Avers a Barrett Foa | 28. dubna 2009 (první část)5. května 2009 (druhá část) |
| NCIS: Los Angeles | NCIS              | „Identity“ (NCIS: Los Angeles S01E01)                                           | Vedlejší obsazení        | Obsazení v seriálu A: Rocky Carroll                                                                                     | 22. září 2009                                          |
| NCIS: Los Angeles | NCIS              | „Search and Destroy“ (NCIS: Los Angeles S01E04)                                 | Vedlejší obsazení        | Obsazení v seriálu A: Rocky Carroll                                                                                     | 13. října 2009                                         |
| NCIS: Los Angeles | NCIS              | „Killshot“ (NCIS: Los Angeles S01E05)                                           | Vedlejší obsazení        | Obsazení v seriálu A: Rocky Carroll a Pauley Perrette                                                                   | 20. října 2009                                         |
| NCIS: Los Angeles | NCIS              | „Pushback“ (NCIS: Los Angeles S01E07)                                           | Vedlejší obsazení        | Obsazení v seriálu A: Rocky Carroll                                                                                     | 10. listopadu 2009                                     |
| NCIS: Los Angeles | NCIS              | „Ambush“ (NCIS: Los Angeles S01E08)                                             | Vedlejší obsazení        | Obsazení v seriálu A: Rocky Carroll                                                                                     | 17. listopadu 2009                                     |
| NCIS: Los Angeles | NCIS              | „Random On Purpose“ (NCIS: Los Angeles S01E09)                                  | Vedlejší obsazení        | Obsazení v seriálu A: Rocky Carroll a Pauley Perrette                                                                   | 24. listopadu 2009                                     |
| NCIS: Los Angeles | NCIS              | „Hunted“ (NCIS: Los Angeles S01E22)                                             | Hostující obsazení       | Obsazení v seriálu A: Rocky Carroll                                                                                     | 11. května 2010                                        |
| NCIS: Los Angeles | NCIS              | „Callen, G“ (NCIS: Los Angeles S01E24)                                          | Hostující obsazení       | Obsazení v seriálu A: David Dayan Fisher                                                                                | 25. května 2010                                        |
| NCIS: Los Angeles | NCIS              | „Familia“ (NCIS: Los Angeles S02E24)                                            | Hostující obsazení       | Obsazení v seriálu A: Rocky Carroll                                                                                     | 17. května 2011                                        |
| NCIS: Los Angeles | NCIS              | „Lange, H.“ (NCIS: Los Angeles S03E01)                                          | Hostující obsazení       | Obsazení v seriálu A: Rocky Carroll                                                                                     | 20. září 2011                                          |
| Hawaii 5-0        | NCIS: Los Angeles | „Ka Hakaka Maikaʻi“ (Hawaii Five-0 S02E06)                                      | Hostující obsazení       | Obsazení v seriálu A: Daniela Ruah                                                                                      | 24. října 2011                                         |
| Hawaii 5-0        | NCIS: Los Angeles | „Pa Make Loa“ (Hawaii Five-0 S02E21)„Touch of Death“ (NCIS: Los Angeles S03E21) | Dvoudílný crossover      | Obsazení v seriálu A: Chris O'Donnell, LL Cool J a Craig Robert YoungObsazení v seriálu B: Scott Caan a Daniel Dae Kim  | 30. dubna 20121. května 2009                           |
| NCIS: Los Angeles | NCIS              | „Praesidium“ (NCIS: Los Angeles S06E03)                                         | Hostující obsazení       | Obsazení v seriálu A: Rocky Carroll                                                                                     | 13. října 2014                                         |
| Tým Škorpion      | NCIS: Los Angeles | „True Colors“ (Scorpion S01E06)                                                 | Hostující obsazení       | Obsazení v seriálu A: Linda Huntová                                                                                     | 27. října 2014                                         |
| NCIS: Los Angeles | NCIS              | „Blame It on Rio“ (NCIS: Los Angeles S07E05)                                    | Hostující obsazení       | Obsazení v seriálu A: Michael Weatherly                                                                                 | 19. října 2015                                         |
| NCIS: Los Angeles | JAG               | „Payback“ (NCIS: Los Angeles S08E15)                                            | Hostující obsazení       | Obsazení v seriálu A: John M. Jackson                                                                                   | 19. února 2017                                         |
| NCIS: Los Angeles | JAG               | „Battle Scars“ (NCIS: Los Angeles S08E21)                                       | Hostující obsazení       | Obsazení v seriálu A: John M. Jackson                                                                                   | 23. dubna 2017                                         |
| NCIS: Los Angeles | JAG               | „Golden Days“ (NCIS: Los Angeles S08E22)                                        | Hostující obsazení       | Obsazení v seriálu A: John M. Jackson                                                                                   | 30. dubna 2017                                         |
| NCIS: Los Angeles | JAG               | „This Is What We Do“ (NCIS: Los Angeles S09E08)                                 | Hostující obsazení       | Obsazení v seriálu A: John M. Jackson                                                                                   | 19. listopadu 2017                                     |
| NCIS: Los Angeles | JAG               | „Các Tù Nhân“ (NCIS: Los Angeles S09E13)                                        | Hostující obsazení       | Obsazení v seriálu A: John M. Jackson                                                                                   | 14. ledna 2018                                         |
| NCIS: Los Angeles | JAG               | „Goodbye, Vietnam“ (NCIS: Los Angeles S09E14)                                   | Hostující obsazení       | Obsazení v seriálu A: John M. Jackson                                                                                   | 21. ledna 2018                                         |
| NCIS: Los Angeles | JAG               | „The Guardian“ (NCIS: Los Angeles S10E23)                                       | Hostující obsazení       | Obsazení v seriálu A: David James Elliott                                                                               | 12. května 2019                                        |
| NCIS: Los Angeles | JAG               | „False Flag“ (NCIS: Los Angeles S10E24)                                         | Hostující obsazení       | Obsazení v seriálu A: David James Elliott a Catherine Bell                                                              | 19. května 2019                                        |
| NCIS: Los Angeles | JAG               | „Let Fate Decide“ (NCIS: Los Angeles S11E01)                                    | Hostující obsazení       | Obsazení v seriálu A: David James Elliott a Catherine Bell                                                              | 19. září 2019                                          |
| NCIS: Los Angeles | JAG               | „Code of Conduct“ (NCIS: Los Angeles S11E22)                                    | Hostující obsazení       | Obsazení v seriálu A: Catherine Bell                                                                                    | 26. dubna 2020                                         |

## Potenciální spin-off
5. listopadu 2012 Deadline.com zveřejnilo první zprávy o spin-offu seriálu NCIS: Los Angeles pod názvem NCIS: Red. Nové postavy byly představeny v dvoudílném dílu seriálu NCIS: Los Angeles. Spin-off měl představovat tým mobilních agentů, kteří cestují po celé zemi řešit zločiny. Měl to být druhý spin-off franšízy NCIS. Nicméně, 15. května 2013, stanice CBS potvrdila, že NCIS: Red bylo oficiálně prodáno a nebude se vyrábět. Scott Grimes si znovu zahrál svou potencialní spin-offovou roli jako agent NCIS Red Dave Flynn během osmé řady seriálu NCIS: Los Angeles.

## Mezinárodní vysílání
V Indii se seriál vysílá na stanici AXN (Indie). Ve Spojeném království se seriál vysílá na stanicích Sky 1 a Channel Five. V Holandsku se seriál vysílá na stanici SBS 6. V Austrálii se vysílá na stanicích Network Ten a TVH!TS (dříve TV1). V Portugalsku se seriál vysílá na stanici FOX. A ve Francii na stanici M6.

## Adaptace
V srpnu 2016 společnost Titan Books publikovala knihu NCIS Los Angeles: Extremis, román Jeroma Preislera. O tři měsíce později byla vydána další kniha NCIS Los Angeles: Bolthole, napsaná Jeffem Mariottem. Obě knihy obsahují původní příběhy představujíci postavy ze seriálu.